# Radiopersonterrängbil 915
Radiopersonterrängbil 915 var en terrängbil som användes av svenska Försvarsmakten. Den gick ursprungligen under smeknamnet "Terrängsuggan", baserat på smeknamnet "Suggan" för Volvos taximodell PV800, på vilken den militariserade versionen Volvo TP 21 baserades. Med åren har dock Terrängsuggans vänner tappat bort eller glömt förledet "terräng-" så att "Suggan" blivit starkt etablerat för terrängmodellen också.
TP 21:s militära beteckning är Radiopersonterrängbil (Raptgb) 915. Den tillverkades 1953-1958.
Den enda sugga som förolyckats i krigshandlingar sprängdes av en stridsvagnsmina den 4 januari 1957 utanför Port Said i Egypten. Bilen användes av den första svenska FN-bataljonen. Av besättningen på fyra man skadades en allvarligt och två lättare.

TP 21 utvecklades av Måns Hartelius på Volvo som en ersättare till den föråldrade Volvo TPV och användes som stabs- och sambandsfordon med i huvudsak radiomodellerna Ra 121/122 och Ra 422 som sambandsmedel. De sista fordonen fanns kvar i tjänst inom Armén fram till 1980-talet, för att lära nya förare av Stridsvagn 101/102 Centurion att köra med osynkroniserad växellåda.

## Galleri

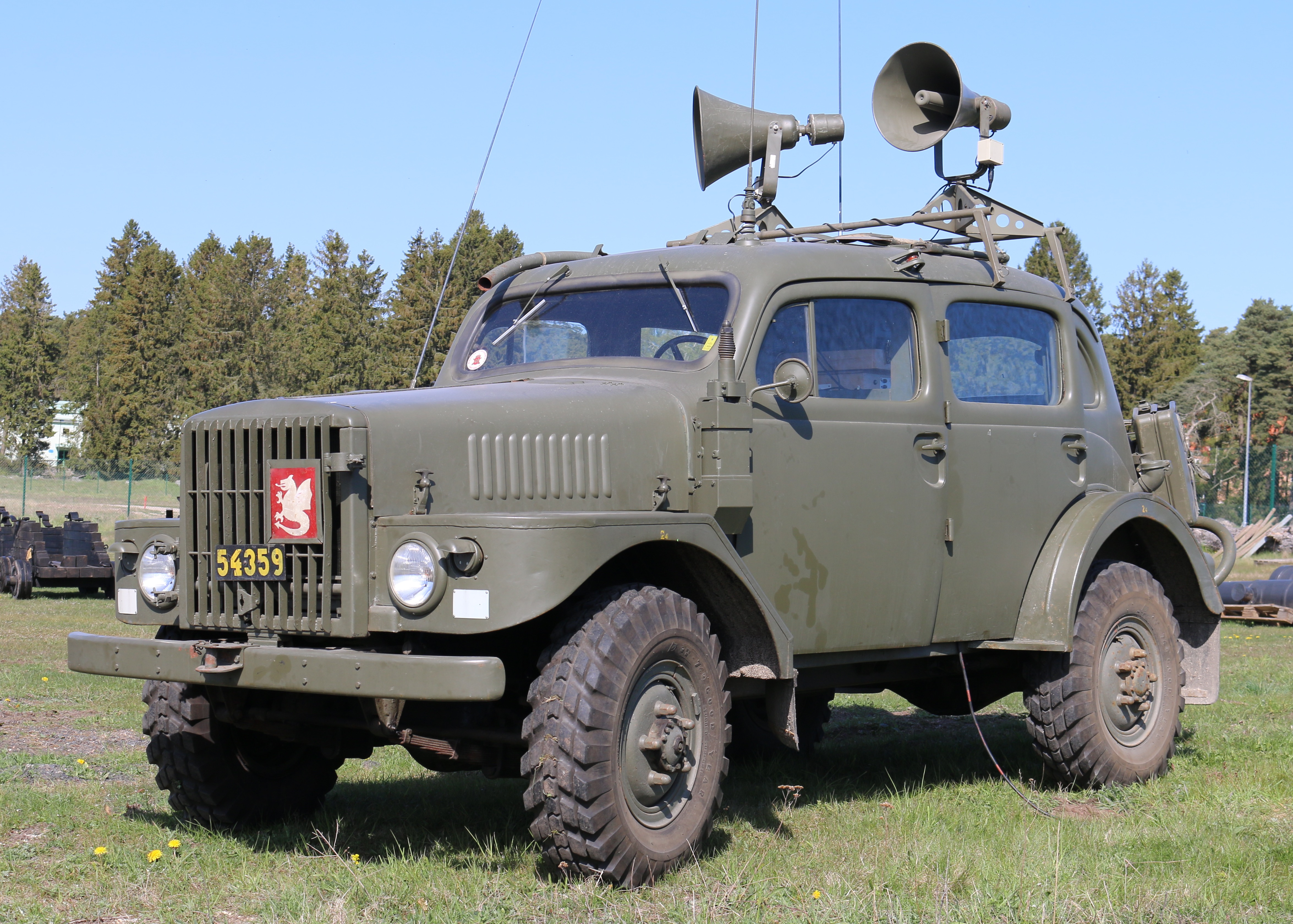
Radioterrängbil med megafonhögtalare.